# Yucatánnattskärra
Yucatánnattskärra (Antrostomus badius) är en fågel i familjen nattskärror.

## Utbredning och systematik
Fågeln förekommer på Yucatánhalvön och på Cozumel, men övervintrar i Belize och norra Honduras. Den behandlas som monotypisk, det vill säga att den inte delas in i några underarter.

### Släktestillhörighet
Arten placerades tidigare i Caprimulgus men genetiska studier visar att den står närmare Phalaenoptilus och Nyctiphrynus.

## Status och hot
Arten har ett stort utbredningsområde, men tros minska i antal, dock inte tillräckligt kraftigt för att den ska betraktas som hotad. Internationella naturvårdsunionen IUCN listar arten som livskraftig (LC). Beståndet uppskattas till i storleksordningen 50 000 till en halv miljon vuxna individer.